# Case à lire

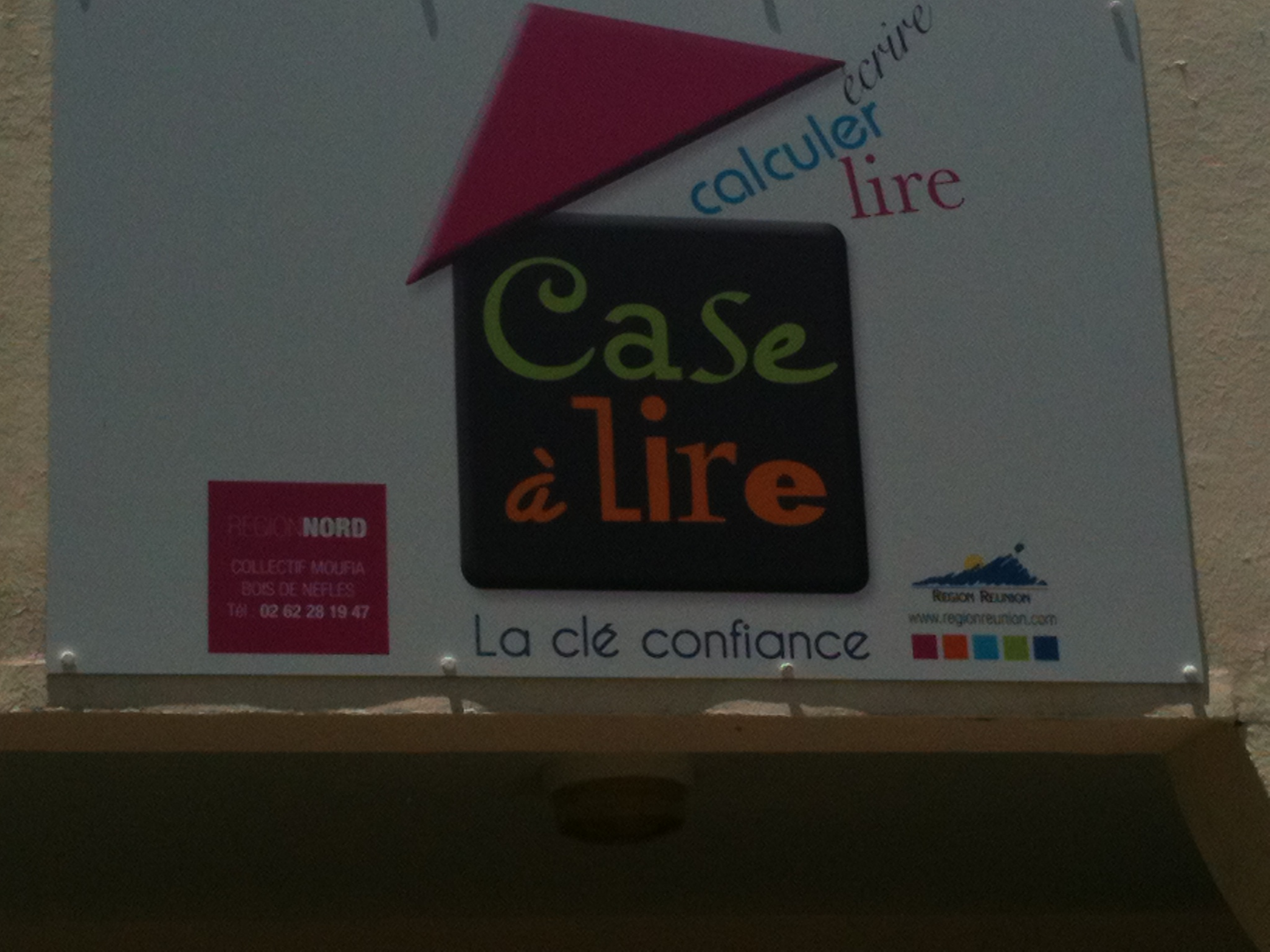
Logo du label « Case à lire ».

Le projet « Case à lire » vise à créer des écoles de la seconde chance ; il a été  lancé par le Conseil régional de La Réunion dans le cadre de la lutte contre l'illettrisme. Dans l'île en effet, plus de 100 000 personnes de 16 à 65 ans rencontrent de grandes difficultés à l'écrit, ce qui touche 21 % de la population concernée, contre seulement 9 % en métropole.

## Objectifs
Le but des « cases à lire » est de permettre aux habitants en difficulté, en priorité des personnes âgées de 18 à 35 ans, de renouer avec la pratique de la lecture et de l'écriture par l'intermédiaire de nouveaux supports, en l'occurrence l'informatique, et par des activités de loisirs comme le théâtre. En équipant des associations de quartier de nouvelles technologies et avec le partenariat de formateurs compétents, la région Réunion espère intégrer les bénéficiaires à une formation qui leur permettra d'améliorer leurs savoirs de base. Depuis le lancement du projet, le label « Case à lire » a déjà été accordé à 20 associations dont la première a été inaugurée en juin 2011.

## Les projets
Afin d'implanter des cases à lire dans les 24 communes de l'île, le Conseil Régional a lancé un appel d'offres à des associations de quartier qui doivent être porteuses d'un projet viable. Les projets ont été analysés en fonction de leur conformité au règlement et à des critères d'admissibilité telles que la compétence des formateurs, la proposition d'une activité attractive en cohérence avec le public, l'adéquation des locaux et des espaces, etc. Les projets retenus bénéficient d'une subvention de la Région leur permettant d'équiper leurs locaux. Actuellement, 16 communes sont équipées dans l'île. 

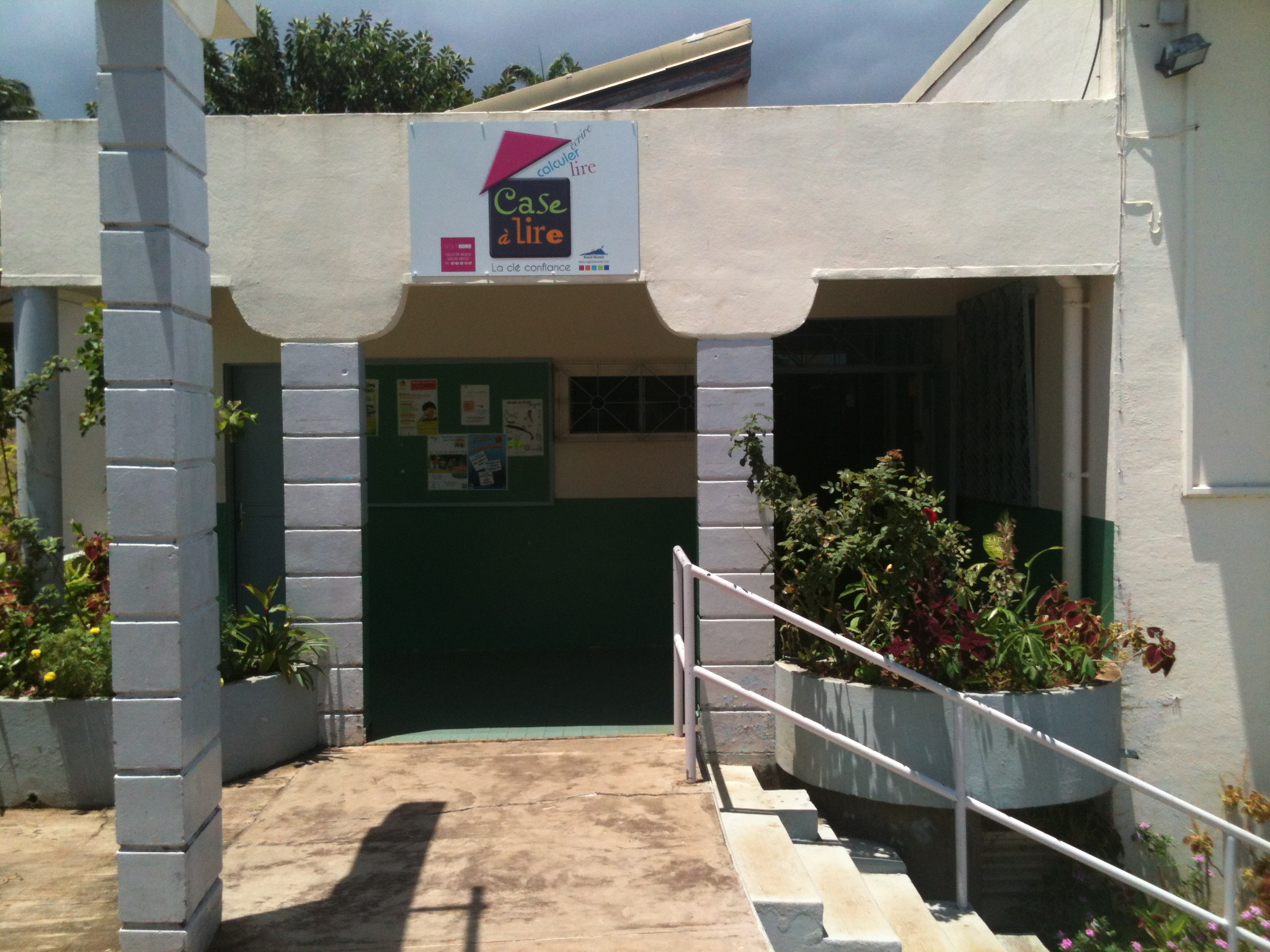
Case à lire du Moufia

Les supports d'activité doivent sortir du cadre classique de l'éducation et être suffisamment attrayants pour permettre une approche différente aux usagers qui sont, à juste titre, en rupture avec le milieu scolaire. Le théâtre, Internet, la poésie sont autant d'activités choisies par les différentes associations.